# 高田元三郎

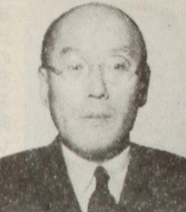
高田元三郎

高田元三郎（たかだ もとさぶろう、1894年1月1日 - 1979年8月27日）は、日本のジャーナリスト。大正期に「ワシントン会議」「ジェノア世界経済会議」等の報道に当たるなど、国際ジャーナリストの先駆的存在として活躍。1972年には勲一等瑞宝章を受章した。

## 経歴
1894年（明治27年）、東京の日本橋に生まれる。後に千葉県の佐倉へ転居し旧制佐倉中学校（現在の千葉県立佐倉高等学校）を卒業。夏目漱石に傾倒し作家を志望、東京帝国大学文学部英文科へ進んだが、漱石自身からの助言もあり作家を断念する。

### 国際記者の草分けの一人
1917年（大正6年）、大学卒業とともに大阪毎日新聞社に入社。1919年（大正8年）よりアメリカ特派員としてニューヨークへ派遣、ワシントンで開催された第1回国際労働会議を取材、1921年（大正10年）のワシントン会議 、1922年（大正11年）のジェノア会議 を取材した。
ワシントン会議では全権委員である加藤友三郎、幣原喜重郎、徳川家達に密着、徳川家達が私設外交官として日本のために尽くした様子を書き残している。
欧州時代に林権助、佐藤玄々、橋本関雪、河上清らと知り合う。
1929年（昭和4年）、「東京日日新聞」へ転じ1942年（昭和17年）には代表取締役になる。1943年（昭和18年）に「東京日日新聞」と「大阪毎日新聞」が統一し「毎日新聞」となった後も代表取締役を務めた。
第二次世界大戦敗戦後、国策機関として見られていた同盟通信社の存続が危ぶまれたため、朝日新聞の千葉雄次郎、読売新聞の高橋雄豹、電通の上田碩三と新通信社の基本方針を協議して、共同通信社誕生の産婆役を務めた後、毎日新聞を退社した。

### 日米通信社を創立
毎日新聞退社後、UP通信社極東総支配人だったマイルス・ボーンに、新聞雑誌や必要な資料や情報を得ることができないかと相談した。
この高田の考えの背景には、日本が戦争を起こしたこと自体が、国の国際認識に欠けていたことを考えれば、国際知識や理解を得る必要があるにもかかわらず、外国通信社のニュース供給は新聞が受けられても、外国との交流は自由にできず、戦前に官庁や会社、個人が自由に得ていた新聞雑誌、資料の入手を禁じられ、国際情勢の認識も十分に得られず、半鎖国状態に状況下だったことによる。ボーンはダグラス・マッカーサー連合国軍最高司令官が第二次世界大戦中に率いた司令部に従軍、日本、太平洋及びアジア方面のUP通信の従軍記者を指揮、マッカーサーがオーストラリアから日本に進攻してくる間、日夜苦楽を共にした非常に親しい関係であった。
ニューヨークのUP本社も高田の構想に賛同、全面的な協力のもと、UPの特稿通信、経済通信や科学通信、ボーンの入手する新聞や雑誌を供給してもらう約束ができたことから、毎日新聞からもらった高田の退職金を元に、旧制一高時代の親友である佐々部晩穂らの出資も受け、毎日新聞新館の二室を借りて、1946年（昭和21年）3月に有限会社日米通信社を発足させた。
高田の他に、毎日新聞OBの下田将美、桑原忠夫、電通から上海の満鉄東亜経済調査局へ転じていた浜野末太郎が参加した。
『日刊日米通信』が好調に発展したため、『日米ウィークリー』『日米科学通信』を創刊、美術評論家の瀧口修造、『パリ文学散歩』の村松嘉津、国際評論の長野敏夫の著名人も参画、世界経済の動向を中心とした「日米懇話会」を東京、大阪、名古屋などで開催すると財界から歓迎された。
1947年（昭和22年）には、ボーンが執筆した『マッカーサー元帥の日本再建構想』を翻訳して発行する。この本は、米国とソ連の対立が明らかになるに及んで、米国の日本占領政策に修正の兆しが出てきた頃から、ボーンが米国の世界政策に日本の再建が必要であることを痛感し、マッカーサーの占領政策がいかなるものか、その真相を判らせることと、世界の大勢がどう動いているか、この間に日本はいかなる地位にあるか、日本の使命が何かを日本国民に知らせる必要を考えたことに賛同したことによる発行だった。
1949年（昭和24年）１月に、ボーンと上田碩三が東京湾の事故でなくなると、ボーンの遺作となった『アジアの防壁』を翻訳して発行し、鈴木文史朗から提案があった「ボーン賞」の制定に動き、長谷川才次、本田親男、吉田秀雄、高石真五郎、松方三郎と共に発起人代表として、国際報道に貢献した報道者を表彰するボーン国際記者賞を創設した。
1950年（昭和25年）には毎日新聞社最高顧問となった。電通顧問の他、言論界代表として憲法調査会、地方制度調査会、選挙制度審議会の委員を務めた。
第12回(1961年)NHK紅白歌合戦審査員。第21回(1969年)NHK放送文化賞受賞。

## 主な著書
- モーリス・メーテルリンク 著 、高田元三郎訳『永遠の生命 : 霊魂不滅新論』,太陽堂,1920年
- 高田元三郎著『平和なき欧洲より帰りて』大阪毎日新聞、1923年
- パシフィカス, 高田元三郎『マッカーサー元帥の日本再建構想』,トッパン,1947年
- マイルス・W.ヴオーン 著 、高田元三郎訳『アジアの防壁』,毎日新聞社,1949年
- 八木秀次、高田元三郎著　『憲法改正の方向 (時事新書)』時事通信社、1964年
- 高田元三郎 著『記者の手帖から』,時事通信社,1967年